# (44733) 1999 TW19
(44733) 1999 TW19 là một tiểu hành tinh vành đai chính.  Nó được phát hiện qua chương trình tiểu hành tinh Beijing Schmidt CCD ở trạm Xinglong ở tỉnh Hồ Bắc, Trung Quốc ngày 14 tháng 10, 1999.